# 伍浩平
伍浩平（英語：George Howping Wu，1950年11月3日—），美国加利福尼亚中区联邦地区法院资深法官。

## 生平
伍浩平出生于纽约市，曾祖父为清末民初著名外交家伍廷芳。他于1972毕业于加州波莫纳学院，获文学士学位。后赴芝加哥大学法学院深造，1975年获法律博士学位。
毕业后，伍浩平曾担任美国联邦第九巡回上诉法院法官斯坦利·巴恩斯的助理。此后他在洛杉矶开始执业律师工作。1979年至1982年间，任田纳西大学法学院助理教授。1982年起出任加州中区联邦助理检察官。1993年，他被任命为洛杉矶县地方法院法官。1996年升任洛杉矶县高等法院法官。
2007年1月9日，美国总统乔治·沃克·布什提名伍浩平为加州中区联邦地区法院法官，以填补美国本土首位华裔联邦法官刘成威退休成为资深法官后的遗缺。3月27日，美国参议院通过了他的提名案，他也由此成为联邦法院第四位华裔法官。2023年11月，伍浩平退休并获资深法官头衔。

## 家庭
伍浩平出身于法律世家，曾祖父伍廷芳是香港首位华人大律师，曾任清廷法律修订大臣，后官至中华民国外交总长。祖父伍朝枢亦为英国大律师，曾任国民政府司法院院长。
伍浩平的父亲伍竞仁自麻省理工学院毕业后任休斯飞机公司工程师。母亲伍郑镜宇则是南加州知名中餐馆伍夫人花园（Madame Wu's Garden）创办人。